# José Juan Barea
José Juan Barea Mora (Mayagüez, Puerto Rico, 26 de junio de 1984), más conocido como J.J. Barea, es un exjugador de baloncesto puertorriqueño que disputó 14 temporadas en la NBA. Con 1,78 metros de estatura, jugaba en la posición de base. Es el segundo jugador puertorriqueño en ganar un campeonato de la NBA, lo hizo con los Dallas Mavericks en 2011. Desde 2023 ejerce como entrenador de los Mets de Guaynabo de la BSN.

## Trayectoria deportiva

### Universidad
Jugó durante cuatro temporadas en los Huskies de la Universidad Northeastern de Boston, donde fue elegido All-American en dos ocasiones. En total promedió 20,3 puntos y 6,5 asistencias por partido. En su última temporada promedió 21 puntos y 8,3 asistencias, siendo el décimo octavo mejor anotador de la NCAA y el octavo mejor pasador. Fue elegido Jugador del Año de su conferencia.

#### Estadísticas
| Año     | Equipo       | PJ  | PT  | MPP  | %TC  | %3P  | %TL  | RPP | APP | ROB | TPP | PPP  |
| ------- | ------------ | --- | --- | ---- | ---- | ---- | ---- | --- | --- | --- | --- | ---- |
| 2002–03 | Northeastern | 28  | 28  | 32.2 | .407 | .316 | .785 | 3.0 | 3.9 | 1.6 | .0  | 17.0 |
| 2003–04 | Northeastern | 26  | 25  | 34.2 | .385 | .358 | .719 | 3.6 | 5.8 | 1.7 | .0  | 20.7 |
| 2004–05 | Northeastern | 30  | 29  | 33.2 | .419 | .321 | .784 | 4.3 | 7.3 | 1.8 | .0  | 22.2 |
| 2005–06 | Northeastern | 29  | 21  | 33.6 | .400 | .291 | .764 | 4.4 | 8.4 | 1.3 | .0  | 21.0 |
| Total   | Total        | 113 | 103 | 33.3 | .404 | .321 | .764 | 3.9 | 6.4 | 1.6 | .0  | 20.3 |

### Profesional

#### Puerto Rico
Inició su carrera profesional en Puerto Rico en 2001, con tan solo 17 años, en la liga Baloncesto Superior Nacional con los 
Indios de Mayagüez. Tras pasar por la universidad, regresó en 2006 para jugar 9 partidos con los Cangrejeros de Santurce, con los que promedió 10,4 puntos, 2,7 asistencias y 2,8 rebotes por partido, obteniendo el subcampeonato.

#### NBA
Decidió ser elegible para el Draft de la NBA de 2006, pero no fue seleccionado. Participó en varias ligas de verano hasta que en octubre de 2006 firmó un contrato con Dallas Mavericks. Allí jugó 33 partidos antes de ser enviado a los Fort Worth Flyers de la NBA Development League, con los que consiguió anotar 40 puntos o más en dos partidos diferentes. En la temporada 2007-08 ha sido repescado por Dallas, haciéndose un hueco en el quinteto titular, y comenzando a aportar buenas cifras para su equipo, como en el segundo partido de la temporada, ante Sacramento Kings, donde consiguió 25 puntos y 5 asistencias.
El 12 de junio de 2011, con su equipo Dallas Mavericks en el campo rival de los Miami Heat', American Airlines Arena, se alza con su primer anillo de la NBA, aportando 15 puntos, 5 asistencias y 3 rebotes en 29 minutos de juego. Cabe destacar que Barea inició como regular los últimos tres partidos de la final los cuales ganó Dallas. Mark Cuban, dueño del equipo así como todos los jugadores coincidieron en que sin la aportación de Barea no hubieran podido alzarse con el Campeonato. Barea se convierte en el segundo puertorriqueño, detrás de Butch Lee, en ganar un anillo de campeonato de la NBA y lo logra como uno de los protagonistas en la victoria de su equipo. 
En diciembre de 2011, después de que la NBA llegara a un acuerdo para terminar el 'lockout' firma como agente libre con los Minnesota Timberwolves, un acuerdo de 19 millones de dólares en 4 años. En su primera temporada con los Timberwolves se convierte es el primer latinoamericano en conseguir un triple-doble con 25 puntos, 10 rebotes y 14 asistencias, el 23 de marzo de 2012 contra Oklahoma City Thunder, partido que perdieron en la segunda prórroga (140-149).
El 27 de octubre de 2014, los Timberwolves deciden prescindir de sus servicios, despidiéndole un día antes de comenzar la temporada 2014-15.
El 29 de octubre de 2014, el base puertorriqueño llega a un acuerdo para regresar al equipo donde fue campeón, los Dallas Mavericks.
El 16 de julio de 2015, Barea firma un nuevo contrato con los Mavs por 4 años y $16 millones.
El 19 de agosto de 2019, Barea vuele a firmar por un año con los Mavs. El 27 de noviembre de 2020, de cara a la temporada 2020-21 renueva con los Mavericks, pero el 9 de diciembre es cortado.

#### España
El 22 de enero de 2021 se hace oficial su fichaje por CB Estudiantes de la liga ACB española. A falta de dos jornadas para el final de la liga y con su equipo jugándose el descenso, decide desvincularse del club de forma unilateral por motivos personales.
Tras abandonar el club madrileño, el 17 de mayo de 2021 firma por los Cangrejeros de Santurce, al que regresa 15 años después.

### Selección nacional
Fue un habitual en la selección de baloncesto de Puerto Rico, con la que ha conseguido la medalla de oro en los Juegos Panamericanos de 2011 en Guadalajara, en los Juegos Centroamericanos y del Caribe del 2006 y 2010. También obtuvo la medalla de plata en los Juegos Panamericanos de 2007 en Río de Janeiro. Y cinco medallas más en los Centrobasket (3 de oro y 2 de plata).
| Competición                      | Año  | PJ | MPP  | %2P  | %3P  | %TL  | RPP | APP | PPP  |
| -------------------------------- | ---- | -- | ---- | ---- | ---- | ---- | --- | --- | ---- |
| Campeonato FIBA Américas de 2015 | 2015 | 4  | 24.3 | .530 | .520 | .714 | 4.3 | 7.0 | 19.8 |
| Copa Tuto Marchand               | 2015 | 1  | 32   | .500 | .250 | .750 | 9.0 | 8.0 | 17.0 |
| Juegos Panamericanos de 2015     | 2015 | 4  | 20.0 | .406 | .200 | 1.00 | 1.5 | 2.8 | 11.5 |

### Entrenador
Tras dejar el baloncesto como jugador, el 5 de agosto de 2023 fue contratado como entrenador de los Mets de Guaynabo de la BSN.

## Estadísticas de su carrera en la NBA
|  | Denota temporada en la cual ganó el Campeonato de la NBA |

### Temporada regular
| Año     | Equipo    | PJ  | PT  | MPP  | %TC  | %3P  | %TL  | RPP | APP | ROB | TPP | PPP  |
| ------- | --------- | --- | --- | ---- | ---- | ---- | ---- | --- | --- | --- | --- | ---- |
| 2006-07 | Dallas    | 33  | 1   | 5.8  | .359 | .286 | .667 | .8  | .7  | .0  | .0  | 2.4  |
| 2007-08 | Dallas    | 44  | 9   | 10.5 | .418 | .389 | .800 | 1.1 | 1.3 | .3  | .0  | 4.3  |
| 2008-09 | Dallas    | 79  | 15  | 20.3 | .442 | .357 | .753 | 2.2 | 3.4 | .5  | .1  | 7.8  |
| 2009-10 | Dallas    | 78  | 18  | 19.8 | .440 | .357 | .844 | 1.9 | 3.3 | .4  | .1  | 7.6  |
| 2010-11 | Dallas    | 81  | 2   | 20.6 | .439 | .349 | .847 | 2.0 | 3.9 | .4  | .0  | 9.5  |
| 2011-12 | Minnesota | 41  | 11  | 25.2 | .400 | .371 | .776 | 2.8 | 5.7 | .5  | .0  | 11.3 |
| 2012-13 | Minnesota | 74  | 2   | 23.1 | .417 | .346 | .784 | 2.8 | 4.0 | .4  | .0  | 11.3 |
| 2013-14 | Minnesota | 79  | 1   | 18.6 | .387 | .347 | .790 | 1.9 | 3.8 | .3  | .0  | 8.4  |
| 2014-15 | Dallas    | 77  | 10  | 17.7 | .420 | .323 | .809 | 1.7 | 3.4 | .4  | .0  | 7.5  |
| 2015-16 | Dallas    | 74  | 16  | 22.5 | .446 | .385 | .771 | 2.1 | 4.1 | .4  | .0  | 10.9 |
| 2016-17 | Dallas    | 35  | 6   | 22.0 | .414 | .358 | .863 | 2.4 | 5.5 | .4  | .0  | 10.9 |
| 2017-18 | Dallas    | 69  | 10  | 23.2 | .439 | .367 | .784 | 2.9 | 6.3 | .5  | .0  | 11.6 |
| 2018-19 | Dallas    | 38  | 0   | 19.8 | .418 | .297 | .705 | 2.5 | 5.6 | .6  | .0  | 10.9 |
| 2019-20 | Dallas    | 29  | 6   | 15.5 | .411 | .376 | .909 | 1.8 | 3.9 | .2  | .1  | 7.7  |
| Total   | Total     | 831 | 107 | 19.6 | .424 | .352 | .794 | 2.1 | 3.9 | .4  | .0  | 8.9  |

### Playoffs
| Año   | Equipo | PJ | PT | MPP  | %TC  | %3P   | %TL   | RPP | APP | ROB | TPP | PPP  |
| ----- | ------ | -- | -- | ---- | ---- | ----- | ----- | --- | --- | --- | --- | ---- |
| 2007  | Dallas | 2  | 0  | 2.0  | .000 | .000  | .000  | .0  | .0  | .0  | .0  | .0   |
| 2008  | Dallas | 1  | 0  | 5.0  | .750 | 1.000 | .000  | .0  | 1.0 | .0  | .0  | 8.0  |
| 2009  | Dallas | 10 | 4  | 22.1 | .437 | .313  | .692  | 2.0 | 3.4 | .3  | .0  | 7.6  |
| 2010  | Dallas | 6  | 0  | 17.5 | .405 | .400  | .333  | 2.0 | 2.5 | .3  | .2  | 5.8  |
| 2011  | Dallas | 21 | 3  | 18.6 | .419 | .320  | .794  | 1.9 | 3.4 | .3  | .0  | 8.9  |
| 2015  | Dallas | 5  | 2  | 30.8 | .439 | .250  | .833  | 4.8 | 7.4 | .8  | .0  | 11.8 |
| 2016  | Dallas | 4  | 2  | 25.0 | .324 | .125  | 1.000 | 1.5 | 5.0 | .0  | .0  | 6.3  |
| 2020  | Dallas | 1  | 0  | 5.0  | .000 | .000  | 1.000 | .0  | .0  | .0  | .0  | 3.0  |
| Total | Total  | 50 | 11 | 19.7 | .418 | .314  | .746  | 2.0 | 3.6 | .3  | .0  | 7.9  |

## Vida personal
Sus abuelos paternos era naturales de Ribota de Sajambre (León), España, razón por la cual José Juan consideró jugar en la Liga ACB si no hubiese conseguido contrato en NBA en 2006. Durante el cierre patronal (lockout) de 2011 volvió a considerar dicha alternativa.